# Untergang der Namyoung-Ho
Der Untergang der Namyoung-Ho war der schwerste Schiffsunfall in der Geschichte Südkoreas. Er ereignete sich am 15. Dezember 1970 um 1:25 Uhr früh in der Koreastraße. 304 Menschen kamen um, 12 Personen wurden gerettet. Als Ursachen wurden Überladung, Motorprobleme und das Fehlen des Kapitäns angegeben.
Die Namyoung-Ho (koreanisch 남영호) war eine Fähre mit einem Gewicht von 362 Tonnen und 140 Tonnen Frachtgut. Zum Zeitpunkt des Unfalls waren 338 Personen an Bord, die Fahrt ging von Seogwipo auf der Insel Jeju-do nach dem Hafen Seosangpo bei Busan. Die Fähre sank in etwa 45 km Entfernung von Yeosu.